# Stanisław Łubieński (Schriftsteller)

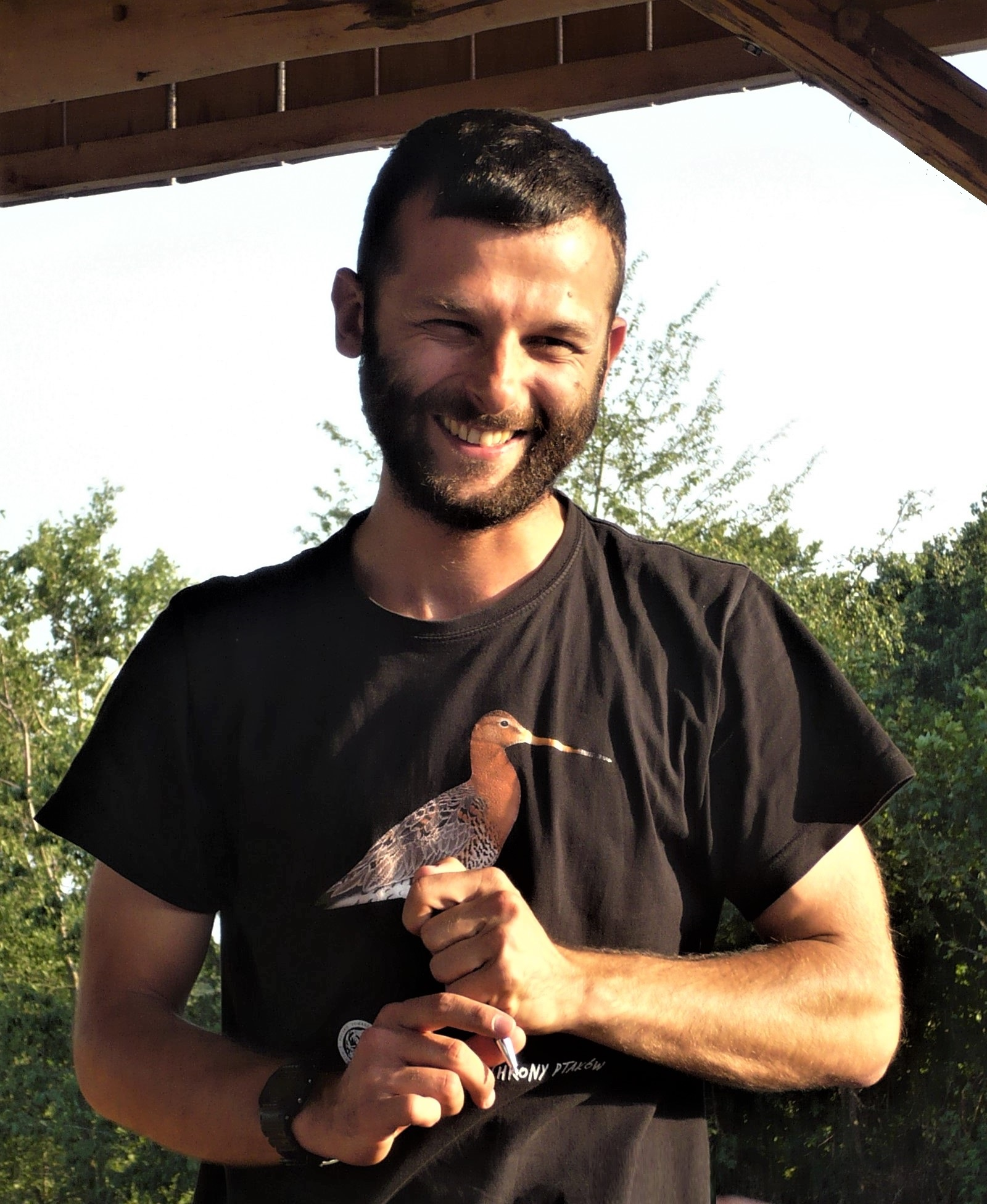
Stanisław Łubieński (2018)

Stanisław Łubieński (* 26. November 1983 in Warschau) ist ein polnischer Schriftsteller und Kulturwissenschaftler. Er ist der Sohn des Schriftstellers Tomasz Łubieński.

## Leben
Łubieński studierte Ukrainistik und Kulturwissenschaft an der Universität Warschau. Seine Masterarbeit verfasste er über Nestor Machno. Infolge dieser Auseinandersetzung entstand die historische Reportage Pirat stepowy, die 2012 erschien. Seit 2014 führt er einen Blog über die Warschauer Natur Dzika Ochota.
Er schreibt für die Zeitschriften Lampa, Bluszcz, Nowe Książki, Rzeczpospolita und Tygodnik Powszechny.
Er wohnt in Warschau.

## Publikationen
- Pirat Stepowy, 2012
- Dwanaście srok za ogon, 2016

## Auszeichnungen und Nominierungen
- 2017: Publikumspreis des Nike-Literaturpreises mit Dwanaście srok za ogon
- 2017: Nominierung für den Literaturpreis Gdynia in der Kategorie Essayistik mit Dwanaście srok za ogon